# Nerocila livida
Nerocila livida es una especie de crustáceo isópodo marino del género Nerocila, familia Cymothoidae. Fue descrita científicamente por Budde-Lund en 1908.

## Distribución
Esta especie se encuentra en el océano Índico.